# Joey Castillo
Joey Castillo (30 de marzo de 1966) es un baterista estadounidense mayor conocido por haber sido el baterista de la banda Queens of the Stone Age de 2002 a 2012 así como con anterioridad en bandas como Danzig, Eagles of Death Metal, California Breed, Zilch y Scott Weiland and the Wildabouts. Actualmente es el baterista de The Bronx y baterista de gira de Zakk Wilde en su proyecto Zakk Sabbath.

## Biografía

### Orígenes
Comenzó a tocar la batería con 15 años y su primera oportunidad en el mundo de la música fue en 1984 con Wasted Youth, una banda de hardcore punk de Los Ángeles con quien grabó dos álbumes, Get Out of My Yard en 1986 y Black Daze en 1988, año en que la banda se disolvió tras siete años. Tras la disolución, Castillo ingresó en 1991 en Sugartooth, una banda californiana de grunge, y en verano de 1994 creó, junto a Josh Lazie y Todd Youth (quienes serían sus compañeros más tarde en Danzig), una banda de punk rock llamada Chronic Halitosis, que apenas tuvo relevancia. En ese año, Castillo deja Sugartooth para entrar en Danzig, con quienes logra sus primeros éxitos en el panorama musical grabando cuatro álbumes durante su período de ocho años con la banda (1994-2002).

### Queens of the Stone Age
En 1999 colabora en distintos conciertos con la banda Zilch, liderada por el fallecido Hide, y graba tres discos con ellos. En 2002, Castillo deja Danzig para reemplazar a Dave Grohl en Queens of the Stone Age, con quien graba Lullabies to Paralyze (2005) y Era Vulgaris (2007).
Con QOTSA, Castillo ha logrado el mayor éxito a nivel mundial en su carrera, después de tener que sustituir al histórico Dave Grohl (ex batería de Nirvana y líder de Foo Fighters). Sin embargo, afirma que no siente ningún tipo de presión por esto: "Siempre me gustó Dave como baterista de Nirvana y todo lo que hizo junto a los QOTSA me parece perfecto. He sido amigo de los chicos de la banda desde mucho antes y ver quiénes fueron miembros de QOTSA desde el primer día hasta hoy es algo que miro con naturalidad. No me presiona ni nada parecido. Me acuerdo que cuando Josh me invitó, me dijo: ‘necesito que te unas a nosotros, mañana mismo si es que puedes’. Así de simple fue mi acercamiento a Queens of the Stone Age. Tengo un enorme respeto por los que fueron bateristas del grupo antes de que yo llegara: Dave Grohl, Alfredo Hernández, Gene Trautmann, todos ellos han sentido la misma presión de estar en una gran banda, pero yo no dejo que me afecte en absoluto.'
En el año 2012, Castillo decide abandonar el grupo americano por cuestiones desconocidas, dando paso a la efímera vuelta de Dave Grohl para grabar ...Like Clockwork. Sin embargo, fue Jon Theodore el baterista que saldría de gira con Queens of the Stone Age y el que conforma actualmente el grupo.'"

## Discografía

### Danzig
- Blackacidevil (1996)
- 6:66 Satan's Child (1999)
- Live on the Black Hand Side (2001)
- I Luciferi (2002)

### Queens of the Stone Age
- Lullabies to Paralyze (2005)
- Over The Years And Through The Woods (2006)
- Era Vulgaris (2007)

### Sugartooth
- Sugartooth (1994)
- The Sounds of Solid (1997)

### Wasted Youth
- Get Out of My Yard (1986)
- Black Daze (1988)

### Zilch
- 3.2.1. (1998)
- Bastard Eyes (1999)
- Skyjin (2001)